# HMS Catterick (L81)
HMS Catterick (L81) là một tàu khu trục hộ tống lớp Hunt Kiểu III của Hải quân Hoàng gia Anh Quốc được hạ thủy năm 1941 và nhập biên chế năm 1942. Nó đã hoạt động cho đến hết Chiến tranh Thế giới thứ hai, được chuyển cho Hy Lạp năm 1946, và tiếp tục phục vụ cùng Hải quân Hy Lạp như là chiếc Hastings cho đến khi bị tháo dỡ năm 1963.

## Thiết kế và chế tạo
Catterick được đặt hàng vào ngày 4 tháng 7, 1940 cho hãng Vickers-Armstrongs tại Barrow-in-Furness trong Chương trình Chiến tranh Khẩn cấp 1940 và được đặt lườn vào ngày 1 tháng 3, 1941. Nó được hạ thủy vào ngày 22 tháng 11, 1941 và hoàn tất vào ngày 12 tháng 6 năm 1942. Con tàu được cộng đồng dân cư thuộc hạt North Yorkshire đỡ đầu trong khuôn khổ cuộc vận động gây quỹ Tuần lễ Tàu chiến năm 1942. Tên nó được đặt theo rừng săn cáo Catterick tại Richmondshire, North Yorkshire, và là chiếc tàu chiến duy nhất của Hải quân Anh được đặt cái tên này.

## Lịch sử hoạt động

### 1942
Sau khi hoàn tất chạy thử máy, Catterick chuyển đến Scapa Flow vào tháng 6, 1942, nơi nó gia nhập Hạm đội Nhà và tiếp tục được trang bị hoàn thiện. Vào lúc này nó được huy động vào một chiến dịch hộ tống vận tải nghi binh nhằm đánh lạc hướng sự chú ý của đối phương vào Đoàn tàu PQ17, một Đoàn tàu vận tải Bắc Cực đi sang Murmansk, Liên Xô vốn chịu đựng tổn thất nặng nề.
Sau khi hoàn thành việc trang bị, Catterick được đề cử để gia nhập Chi hạm đội Khu trục 2 trực thuộc Hạm đội Viễn Đông. Vì vậy vào ngày 29 tháng 7, nó cùng tàu buôn tuần dương vũ trang HMS Ranpura, tàu khu trục Petard (G56) và tàu khu trục hộ tống Ledbury (L90) gia nhập Đoàn tàu WS21 tại Clyde cho hành trình hướng sang Ấn Độ Dương. Trên đường đi, Ledbury tách ra để tham gia Chiến dịch Pedestal tại Địa Trung Hải, và Đoàn tàu WS21 đi đến Freetown, Sierra Leone vào ngày 10 tháng 8. Nó cùng tàu tuần dương hạng nặng Hawkins (D86) và Petard tiếp tục hành trình năm ngày sau đó hướng đến Nam Phi, đi đến Capetown vào ngày 27 tháng 8, nơi Catterick tách khỏi Đoàn tàu WS21 để đi Mombasa, Kenya; đi đến cảng Kilindini vào ngày 19 tháng 9.
Catterick được bố trí hoạt động hộ tống vận tải trong Ấn Độ Dương, đặt căn cứ tại cảng Kilindini. Vào ngày 30 tháng 11, nó cứu vớt 157 người sống sót từ chiếc tàu buôn SS Llandaff Castle, vốn bị đắm về phía Đông Nam Lourenço Marques, Mozambique do trúng hai quả ngư lôi phóng từ tàu ngầm U-boat Đức U-177.

### 1943
Vào ngày 1 tháng 3, 1943, Catterick cùng các tàu khu trục Blackmore (L43) và Relentless (H85) tham gia thành phần hộ tống cho Đoàn tàu WS26 trong hành trình từ Durban đi Ấn Độ Dương; nó tách khỏi Đoàn tàu WS26 vào ngày 4 tháng 3. Đến ngày 29 tháng 3 lại cùng các tàu khu trục Foxhound (H69), Napier (G97) và Rotherham (H09) hộ tống cho Đoàn tàu WS27 trong một hành trình tương tự; nó tách khỏi Đoàn tàu WS27 ba ngày sau đó để quay trở về Durban.
Catterick được bảo trì trong ụ tàu tại Durban từ ngày 7 đến ngày 15 tháng 4 trước khi được điều sang hoạt động tại khu vực Nam Đại Tây Dương. Vào ngày 16 tháng 4, nó hộ tống cho thiết giáp hạm Warspite (03) trên một phần của chặng đường quay trở về Anh, rồi tách ra và đi đến Freetown, nơi nó đảm trách hộ tống các đoàn tàu băng qua Đại Tây Dương. Đến ngày 22 tháng 5, nó cùng các tàu khu trục Antelope (H36) và Foxhound khởi hành đi Gibraltar; ba ngày sau, nó cùng tàu tuần dương hạng nặng Suffolk (55), tàu buôn tuần dương vũ trang HMS Corfu và các tàu khu trục Antelope và Foxhound tham gia hộ tống cho Đoàn tàu WS30 trong hành trình đi Freetown. Nó tách khỏi Đoàn tàu WS30 bốn ngày sau đó sau khi đi đến Freetown.
Catterick gia nhập trở lại Đoàn tàu WS30 vào ngày 3 tháng 6 cùng với tàu tuần dương Suffolk và các tàu buôn tuần dương vũ trang HMS Carnarvon Castle và Corfu, hộ tống đoàn tàu trong hành trình đi Capetown; rồi tách khỏi đoàn tàu sau khi đi đến Capetown vào ngày 16 tháng 6. Nó đảm nhiệm vai trò hộ tống vận tải tại khu vực Nam Đại Tây Dương và Ấn Độ Dương cho đến tháng 8, khi được điều động quay trở lại Địa Trung Hải. Nó đi đến Địa Trung Hải cùng Đoàn tàu CF13, đi đến Gibraltar vào ngày 24 tháng 8.
Vào tháng 9, Catterick gia nhập Đội hộ tống 50 tại Algiers nhằm chuẩn bị để tham gia Chiến dịch Avalanche, cuộc đổ bộ của lực lượng Đồng Minh lên Salerno, Ý. Trong cuộc đổ bộ, nó được bố trí cùng Lực lượng V và hộ tống cho các tàu sân bay trong quá trình tấn công, và sau đó hộ tống các đoàn tàu vận tải và tuần tra ngoài khơi bãi đổ bộ. Nó quay trở lại nhiệm vụ hộ tống vận tải vào tháng 10, rồi được điều sang Chi hạm đội Khu trục 18 đặt căn cứ tại Malta vào tháng 12.

### 1944
Catterick tiếp nối vai trò tuần tra và hộ tống vận tải tại khu vực Trung tâm Địa Trung Hải cho đến tháng 7, 1944, khi nó được huy động tham gia Chiến dịch Dragoon, cuộc đổ bộ của lực lượng Đồng Minh lên miền Nam nước Pháp. Tạm thời đặt dưới quyền chỉ huy chung của Hải quân Hoa Kỳ, nó tham gia các cuộc thực tập huấn luyện và hộ tống các đoàn tàu vận tải tập trung lực lượng. Đến ngày 10 tháng 8, nó được bố trí tại Oran, Algeria, và sang ngày hôm sau đã cùng các tàu chị em Cleveland (L46) và Calpe (L71) tham gia thành phần hộ tống cho Đoàn tàu AM1 khởi hành từ Oran. Nó tách khỏi Đoàn tàu AM1 để tiếp nhiên liệu vào ngày 13 tháng 8, rồi gia nhập trở lại vào ngày hôm sau, và đi đến ngoài khơi bãi đổ bộ vào ngày D 15 tháng 8. Nó tuần tra bảo vệ cho tàu bè ngoài khơi bãi đổ bộ cho đến khi chiến dịch kết thúc, rồi quay trở lại dưới quyền chỉ huy của Hải quân Hoàng gia, gia nhập Lực lượng Hải quân Hoàng gia biển Aegean, và chuyển sang đặt căn cứ tại Alexandria, Ai Cập.
Sang tháng 10, khi Lục quân Đức bắt đầu rút lui khỏi khu vực biển Aegean và tại chính Hy Lạp, Catterick đã tham gia cùng các tàu sân bay hộ tống Hunter (D80), Stalker (D91), Emperor (D98), Attacker (D02), Searcher (D40), Pursuer (D73) và Khedive (D62); các tàu tuần dương Orion (85), Ajax (22), Royalist (89), Black Prince (81), Aurora (12) và Colombo (D89); các tàu khu trục Troubridge, Termagant (R89), Terpsichore, Teazer (R23), Tuscan (R56) và Tumult (R11); các tàu khu trục hộ tống Brecon (L76), Calpe, Cleveland, Liddesdale (L100) và Zetland trong hoạt động đánh chặn tàu bè đối phương triệt thoái, và bắn hải pháo hỗ trợ cho việc tái chiếm Hy Lạp.
Vào ngày 5 tháng 10, Catterick đã cùng tàu tuần dương Aurora bắn phá đảo Levitha thuộc quần đảo Dodecanese. Sang tháng 11, nó hoạt động tuần tra và hộ tống vận tải tại khu vực Đông Địa Trung Hải trong khi việc tái chiếm Hy Lạp vẫn đang tiếp diễn. Đến tháng 12, nó gia nhập Chi hạm đội Khu trục 22 đặt căn cứ tại Malta để tuần tra và hộ tống vận tải tại khu vực trung tâm Địa Trung Hải và vùng biển Adriatic.

### 1945
Catterick tiếp tục hỗ trợ các hoạt động quân sự tại khu vực biển Aegean và biển Adriatic. Vào ngày 1 tháng 5, 1945, nó cùng tàu khu trục Kimberley (F50) và tàu khu trục hộ tống Hy Lạp Kriti (L84) tham gia cuộc đổ bộ lên đảo Rhodes. Sau đó nó quay trở về Anh, cho thủy thủ đoàn được nghỉ ngơi và con tàu được tái trang bị nhằm chuẩn bị cho việc điều động sang phục vụ tại Viễn Đông.
Catterick đi đến Durban, Nam Phi vào tháng 7 để được đại tu trước khi đi sang Viễn Đông. Tuy nhiên do Nhật Bản đã chấp nhận đầu hàng vào ngày 15 tháng 8, nên sau khi hoàn tất việc nâng cấp, nó được điều động đến Địa Trung Hải vào tháng 1, 1946.

### Hastings
Con tàu được chuyển cho Hy Lạp vào tháng 5, 1946, và phục vụ cùng Hải quân Hoàng gia Hy Lạp như là chiếc Hastings. Con tàu sau này được xếp lớp lại như một tàu frigate, và tiếp tục phục vụ cho đến năm 1963. Nó bị tháo dỡ tại Piraeus vào tháng 6 năm đó.